# Pristomyrmex taurus
Pristomyrmex taurus é uma espécie de formiga do gênero Pristomyrmex, pertencente à subfamília Myrmicinae.